# Варта (бронемашина)
СБА «Варта» (рус. Стража) — украинская колёсная бронемашина с усиленной противоминной защитой на шасси МАЗ-5434.

## История
Разработчиком бронемашины является зарегистрированная в Киеве украинская частная компания «Українська бронетехніка».
Демонстрационный образец бронемашины был впервые представлен 7 декабря 2015 года в Киеве. Как сообщил в интервью министр внутренних дел Украины А. Б. Аваков, министерство внутренних дел Украины заключило предварительную договорённость на поставку до конца 2015 года десяти бронемашин (которые планируется передать на вооружение полицейского спецподразделения КОРД и Национальной гвардии Украины) с возможностью увеличения государственного заказа до 100 бронемашин.
В этот же день секретарь Совета национальной безопасности и обороны Украины А. В. Турчинов сообщил, что стоимость одного СБА «Варта» составляет около 5 млн гривен. Кроме того, он высказался в защиту разработки (как способствующей повышению конкуренции среди украинских производителей бронетехники) и сообщил, что полевые испытания бронемашины «Варта» планируется провести в зоне боевых действий на востоке Украины до начала массового приобретения бронемашин этой модели.
По состоянию на 16 декабря 2015 в распоряжении МВД Украины имелся один экземпляр бронемашины, взятый для испытаний, и контракт на поставку дополнительного количества бронемашин утверждён не был.
В марте 2016 года бронемашина принимала участие в испытаниях военной техники, проводимых государственным научно-испытательном центром вооружённых сил Украины на полигоне в Черниговской области.
По состоянию на начало апреля 2016 года стоимость одной бронемашины оценивалась в пределах 5,5 — 7,5 млн гривен.
13 апреля 2016 года было объявлено, что стоимость каждой из десяти бронемашин «Варта», заказанных для спецподразделения полиции КОРД, составляет 5,8 млн гривен, но эти машины не оснащены боевым модулем.
В октябре 2017 года стало известно, что по результатам эксплуатации в ходовую часть машины были внесены изменения.
28 декабря 2017 года первая партия бронемашин «Варта» была передана министерству обороны Украины.
В феврале 2019 года ещё 15 шт. получил 88-й десантно-штурмовой батальон морской пехоты ВМСУ.

## Конструкция
Бронемашина имеет обычную компоновку с передним расположением двигателя, отделением управления в средней части машины, в кормовой части машины расположено десантное отделение.
Согласно утверждению министра внутренних дел Украины А. Б. Авакова (в сообщении сети Facebook от 7 декабря 2015 года), СБА «Варта» изготовлен с использованием компонентов иностранного производства.
Корпус бронемашины сварной, изготовлен из стальных броневых листов ARMOX 560 шведского производства. Бронирование обеспечивает защиту от бронебойных пуль 7,62 × 39 мм.
Дно бронемашины бронировано, его нижняя часть имеет V-образную форму для повышения противоминной стойкости и должно обеспечивать защиту экипажа от взрыва под машиной заряда мощностью до шести килограммов в тротиловом эквиваленте.
Лобовое стекло пуленепробиваемое, состоит из двух стеклоблоков. В бортах боевого отделения имеется четыре двери (две двери предназначены для водителя и командира машины, ещё две двери ведут в десантное отделение). В верхней части каждой двери установлен пуленепробиваемый стеклоблок и оборудована закрытая заслонкой амбразура для ведения огня из стрелкового оружия. Ещё шесть амбразур (по три с каждой стороны) расположены в верхней части бортов десантного отделения.
В корме корпуса расположена ещё одна дверь для посадки и высадки десанта, на которой имеется крепление для размещения запасного колеса. На все бронедвери установлены импортные ручки и замки производства TriMark Corporation.
Кресла для членов экипажа и десанта — противоминные, выполнены с амортизирующим креплением, оснащены подголовниками и имеют складные вверх сиденья (что позволяет переоборудовать десантное отделение в отсек для перевозки грузов).
Грузоподъёмность машины составляет 2000 кг.

### Вооружение
Первый демонстрационный образец был вооружён 12,7-мм пулемётом НСВТ, установленным в открытой сверху башне типа «корона», однако конструкция бронекорпуса позволяет устанавливать на крышу башню или боевой модуль массой до 550 кг. В качестве перспективных вариантов вооружения предложены башня типа БПУ-1 с 14,5-мм пулемётом КПВТ и 7,62-мм спаренным пулемётом ПКТ (разработанная в СССР и устанавливавшаяся на БРДМ-2, БТР-70 и БТР-80) или боевой модуль с 7,62-мм или 12,7-мм пулемётом.

### Двигатель и трансмиссия

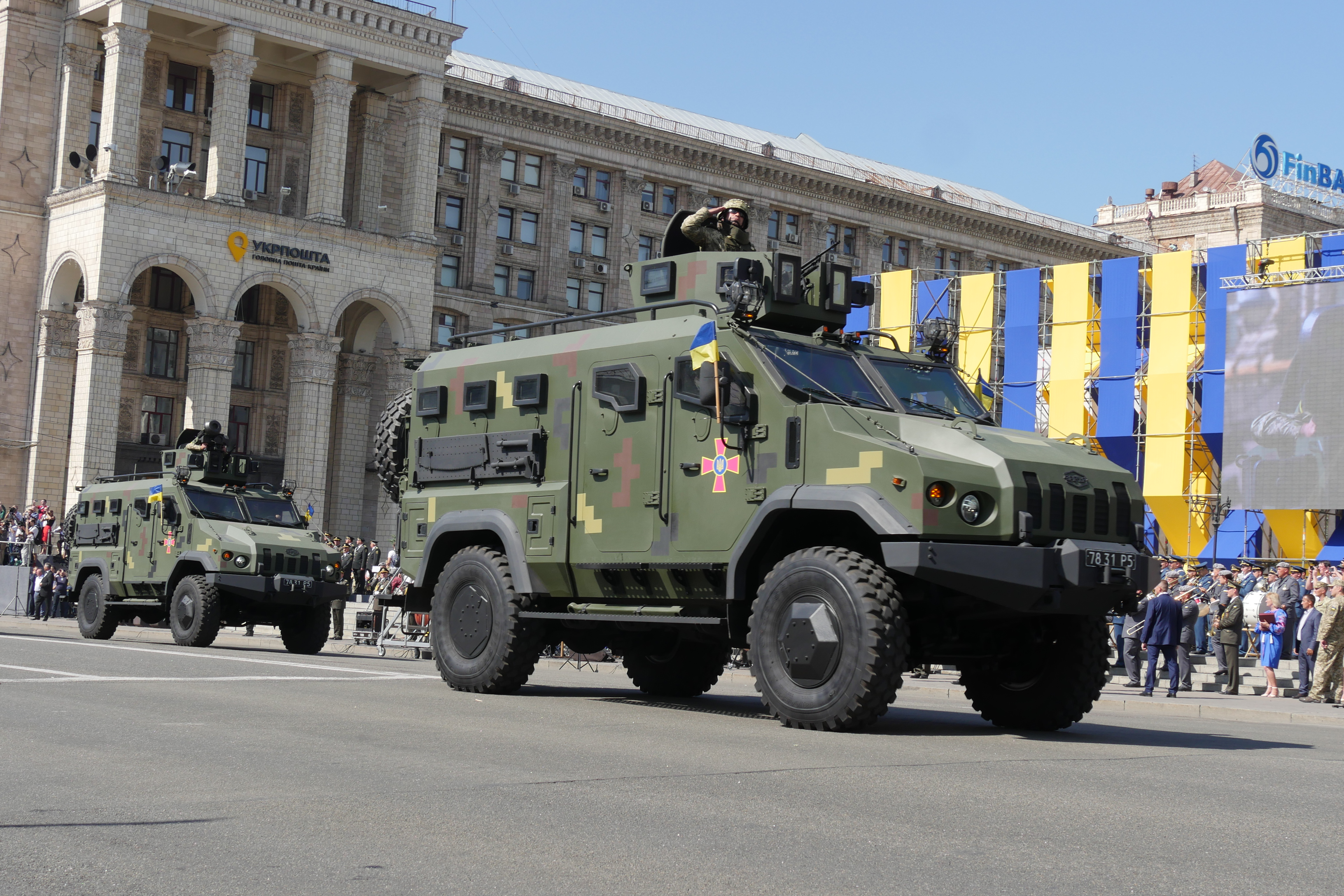
Варта на военном параде в честь Дня независимости Украины на ул. Крещатик, 24 августа 2018 года

На первый демонстрационный образец СБА «Варта» установлен двигатель ЯМЗ мощностью 270 л. с., однако на следующие машины рассматривается возможность установки двигателя Cummins мощностью 300 л. с..
Последняя, 8-я модификация СБА Варта оснащена 6-цилиндровым турбо-дизельным двигателем Weichai мощностью 380 л. с. и крутящим моментом 1460 Н*м.
Коробка передач 9-ступенчатая механическая, но рассматривается возможность установка автоматической КПП.

### Ходовая часть
Бронемашина оснащена системой централизованной подкачки колёс и пулестойкими вставками «RunFlat System».
Шины импортные, производства немецкой компании «Continental AG» (однако рассматривается возможность их серийного производства на Украине).

### Дополнительное оборудование
- бронемашина оборудована проблесковыми маячками, прожектором[4] и радиостанцией[15].
- на переднем бампере размещена лебёдка с тяговым усилием 9000 кг и 25-метровым синтетическим тросом[2].

## Варианты и модификации

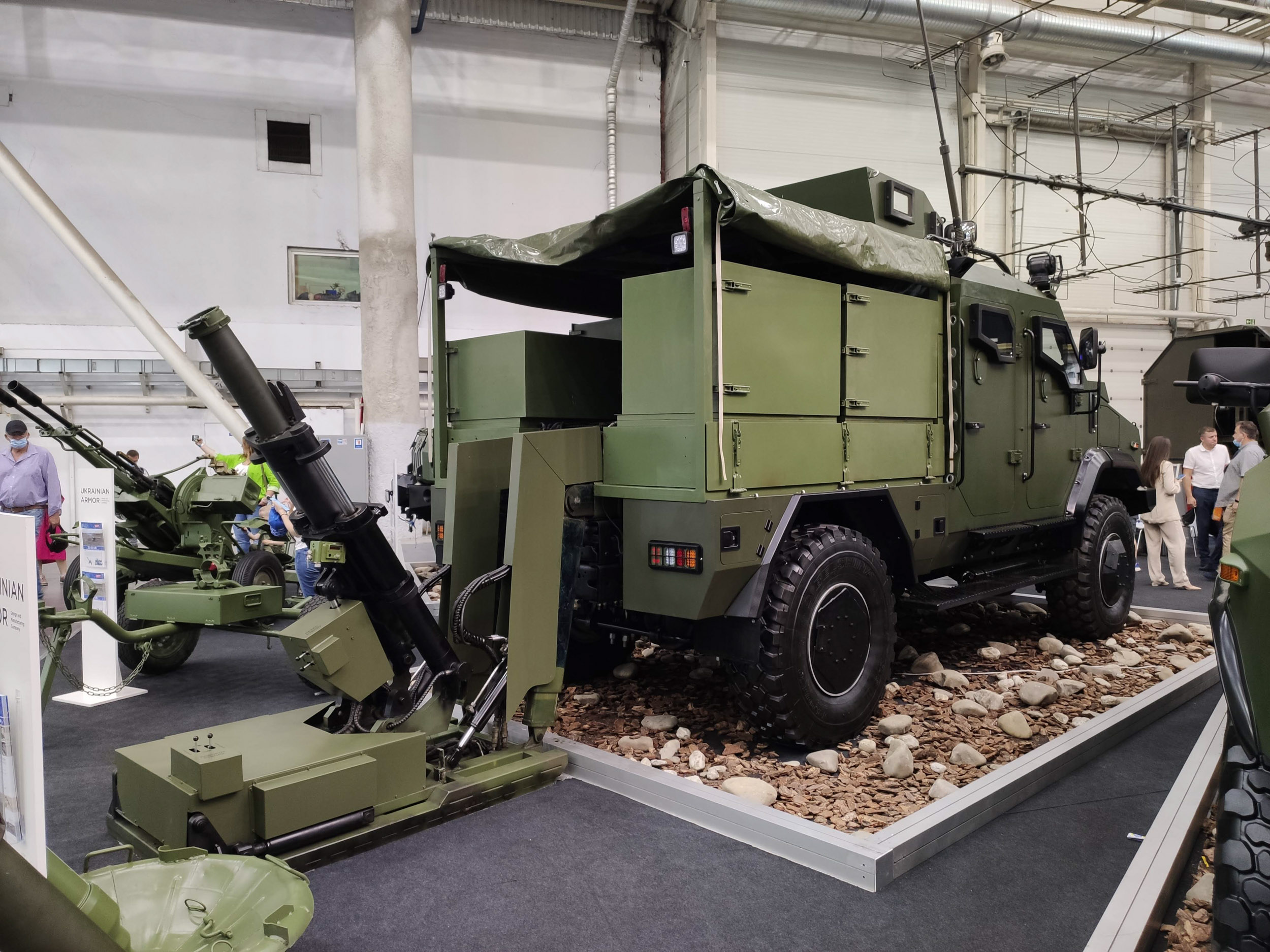
120-мм самоходный миномёт «Смерека» на выставке «Зброя та безпека-2021»

- «Смерека» — 120-мм миномёт на базе бронемашины «Варта», в переоборудованном десантном отсеке установлен 120-мм миномёт с боекомплектом 40 мин[16]
- «Варта-2» — демонстрационный образец был представлен 11 октября 2016 года на проходившей в Киеве выставке вооружения «Зброя та безпека-2016»[17]. Масса увеличена до 17,5 тонн[3]
- Санитарно-медицинский вариант «Варта-2» — демонстрационный вариант был представлен 10 октября 2017 года на проходившей в Киеве выставке вооружения «Зброя та безпека-2017». Масса машины 17 тонн[12].
- «Камрат» — проект бронемашины «Варта» на шасси грузовика КрАЗ-5233, о разработке которого было объявлено в феврале 2020 года[18].

Кроме того, в апреле 2019 года был представлен грузовик КрАЗ-6322 с бронированной кабиной от бронемашины «Варта».

## Страны-эксплуатанты
- Украина:

- Министерство внутренних дел Украины — один СБА «Варта», взятый для испытаний и впервые представленный 7 декабря 2015 года. Имел нанесённые на бортах надписи, свидетельствующие о принадлежности машины к спецподразделению КОРД национальной полиции Украины. 6 мая 2016 подразделению КОРД передали ещё три бронемашины. Ещё несколько передали в 8-й полк оперативного назначения НГУ.
- Вооружённые силы Украины — 80 единиц по состоянию на 2023 год.